# ガーズィー・ウッディーン・ハーン (フィールーズ・ジャング)

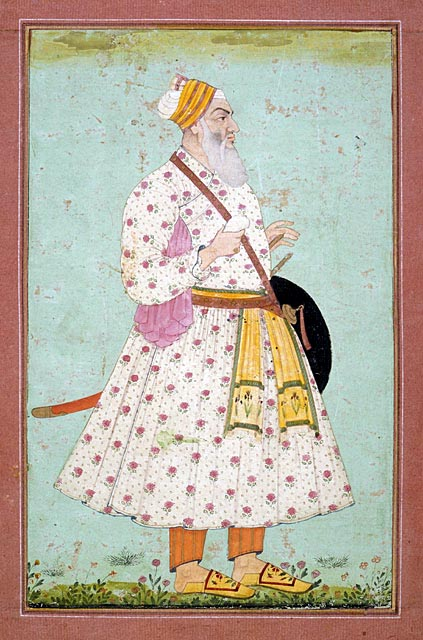
ガーズィー・ウッディーン・ハーン

ガーズィー・ウッディーン・ハーン（Ghazi ud-Din Khan, 1649年頃 - 1710年12月9日）は、北インド、ムガル帝国の政治家・武将。フィールーズ・ジャング（Firuz Jung）の称号でも知られる。ニザーム王国の祖カマルッディーン・ハーンの父でもある。

## 生涯

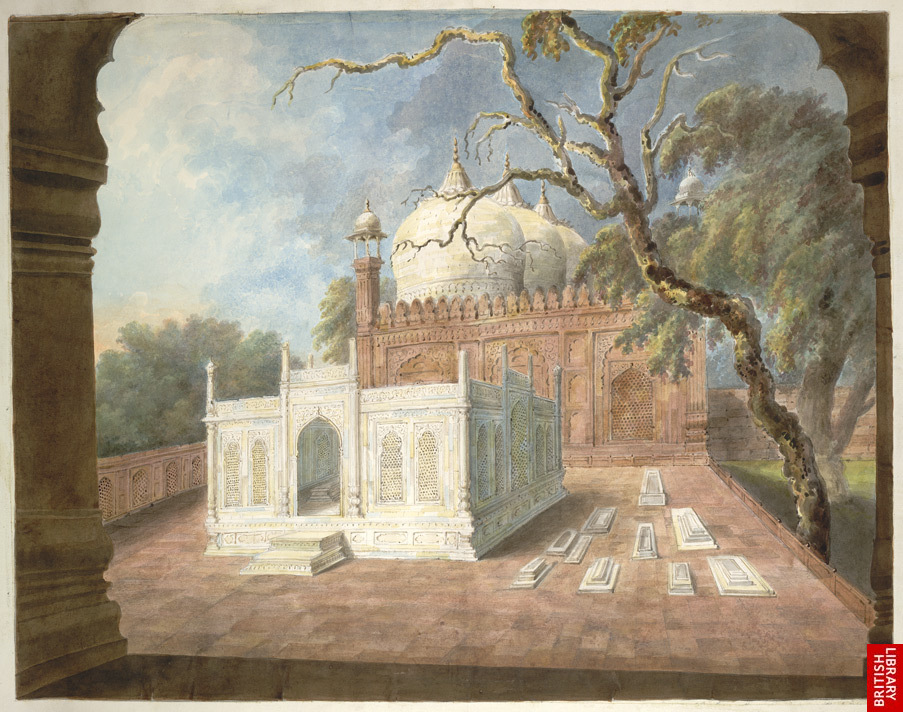
ガーズィー・ウッディーン・ハーンの墓

1649年頃、ムガル帝国の武将キリージュ・ハーンの長男として、サマルカンドで生まれる。
1681年、帝国の皇帝アウラングゼーブのデカン地方遠征に従軍し、ビジャープル包囲戦やゴールコンダ包囲戦などに参加した。
1707年、アウラングゼーブの死後、息子バハードゥル・シャー1世が皇位を継承すると、グジャラートの太守となった。
1710年12月9日、ガーズィー・ウッディーン・ハーンはアフマダーバードで死亡し、その遺体はデリーのアジメール門近くに埋葬された。